# Euastacus urospinosus
Euastacus urospinosus là một loài tôm nước ngọt trong họ Parastacidae. Chúng là loài đặc hữu của Australia.